# كفر مندا
كفرمندا (بالعبرية: כפר מנדא) قرية عربية تقع في الجليل الأسفل، وإداريًا في المنطقة الشمالية في إسرائيل. وتبعد تقريبًا 143 كيلومتر عن القدس. يحدّها من الغرب سهل البطوف. إذ تعد أكبر قرية بسهل البطوف الذي يقع بين طبريا وحيفا، ويحدها من الشمال جبل الديدباء، وترتفع القرية حوالي 170 م عن سطح البحر تأسست سنة 1800م.
مساحة البناء في البلدة 12,900 دونمًا، يشغل نحو 1,500 مواطن لكل كم مربع وفقا ً لدائرة الإحصاء المركزية في إسرائيل لسنة 2010. جميع سكان القرية مسلمون. تحتوي قرية كفر مندا على 5 مساجد.

## المؤسسات والتعليم
تحتوي كفر مندا على 10 مدارس منها 5 مدراس ابتدائي و4 فوق الابتدائي، ومدرسة للتعليم الخاص وعدة مجمعات لرياض الأطفال. كذلك، هناك عدّة مراكز خدماتيّة مثل: مركز جماهيري وعدة نوادي ونويديات بالإضافة إلى ملعب كرة قدم واخر جديد واسع مع مدرجات. أمّا نسبة مستحقي البجروت في القرية 84.7، أمّا نسبة الطّلاب المنخرطين في التعليم الأكاديمي فهي 2.3.

## الحراك السياسي والمجتمعي
سقط من كفر مندا العديد من الشّهداء بعد عام 1948، وبعد انتفاضة الأقصى استشهد شابين من البلدة حتى عام 2008، وتعتبر بلدة كفر مندا أكبر بلده اسر من شبابها من ناحية النسبة السكانية في داخل الخط الأخضر.
الحركات التي تقوم في القرية كثيره منها الحركة الإسلامية الشمالية، بالإضافة إلى جمعيات وحركات أخرى صغيرة. وأكثر الجمعيات الفعّالة في القرية هي التقوى جمعية للشؤون الدينية في كفر مندا وتقوم ببناء المساجد والنوادي وبيوت العزاء حيث انها هي القيمة على أرض الوقف الإسلامي في القرية ومسؤولة عن صيانة جميع المساجد والمقابر تستمد قوتها ودعمها المادي والمعنوي من أهالي القرية وأهل الخير حيث انها جمعية مسجلة رسميًا. 

## سكان
في سنة 2015 كان يسكن القرية 18.5 ألف شخص، منهم 9.7 ألف ذكر و8.8 ألف أنثى جميعهم مسلمون. نسبة النمو السكاني السنوي في القرية هو 2.5%. عدد الولادات في 2016 كان 441 وعدد الوفيات 37. تدريج المستوى الاجتماعي للقرية منخفض جداً (2 من 10). وكانت نسبة الحاصلين على شهادات بجروت من طلاب صفوف الثاني عشر في عام 2013 هو 66.33%.
يبلغ عدد السّكان بحسب دائرة الاحصاء المركزية لعام 2021 هو 21,073 نسمة، منهم 11,023 رجال و10,050 نساء. مؤشّر الخصوبة 2.85، أمّا الهجرة الموجبة في القرية هو 9. أمّا متوسّط الراتب الشهري للرجال 6,258 شيكل، والنّساء 3,825 شيكل، أمّا فيما يتعلّق بالمؤشّر الاقتصادي الاجتماعي 2 من أصل 10 حتّى عام 2019.

## التاريخ

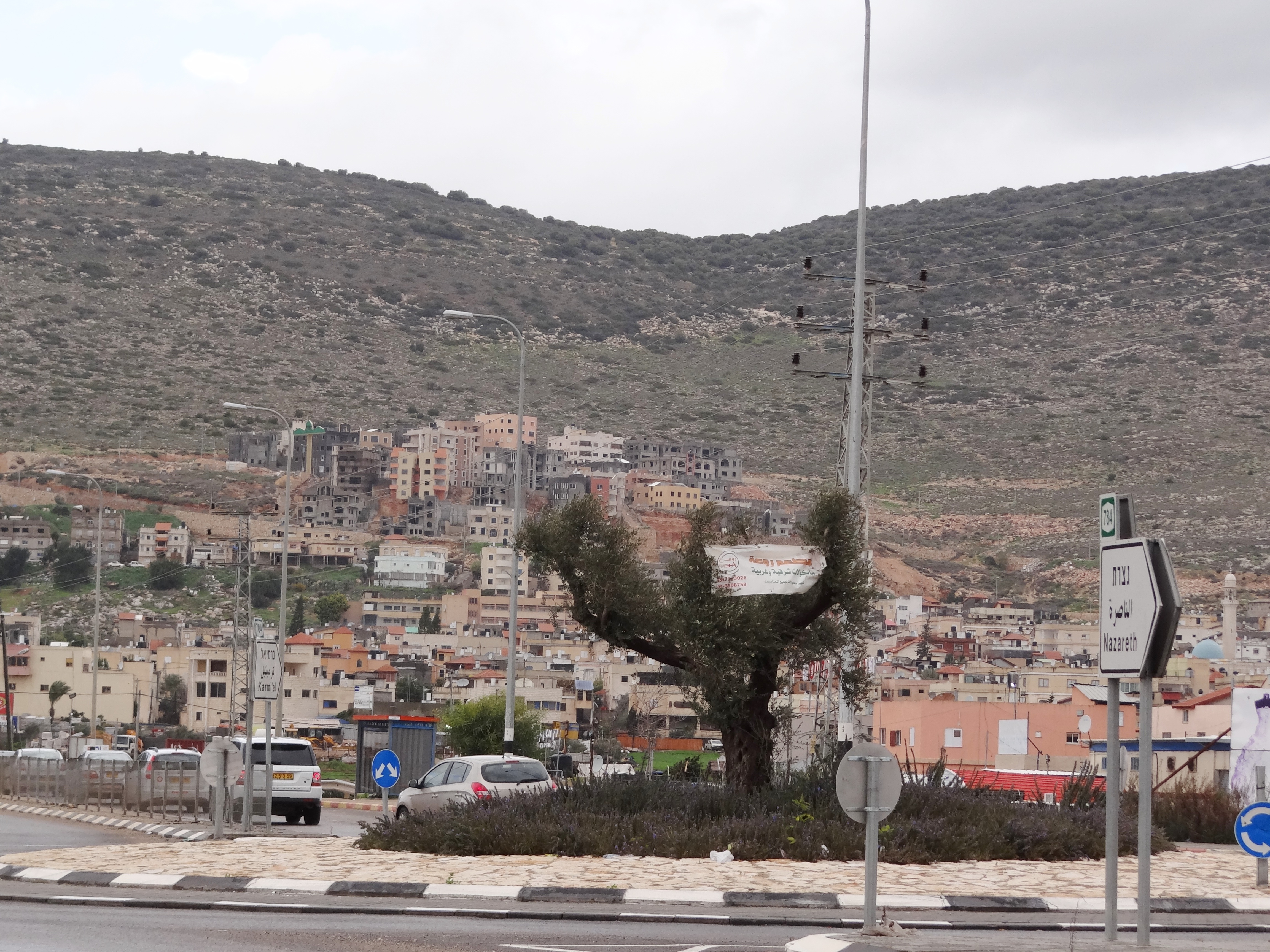
جانب من قرية كفر مندا.

يرد في كتاب "الإشارات إلى معرفة الزيارات" في كتاب السائح الصوفي علي بن أبي بكر الهروي في سنة 569 هجرية/1173 ميلادية رحلته إلى مدينة طبرية ومروره بقرية كفر مندا، وسَجّلَ في كتابه ما يلي:" من طريق طبرية إلى مدينة عكا قرية يقال لها كفر مندا، قيل: إنها مدين، والله أعلم، وقد زرنا مدين شرقي طور سينا، وسيأتي ذكرها إن شاء الله تعالى، وبكفر مندا قبر صفوراء زوجة موسى، وبها الجُبُّ الذي قَلَعَ الصخرة من عليه وسقى لهما، والصخرة باقية هناك إلى الآن، وبها اثنان من أولاد يعقوب، وقيل هما أشهر ونفتالي والله أعلم".
أما ما يُنقل عن وينقل ياقوت الحموي (ت. 1229م ) في كتابه معجم البلدان ما أورده الهروي بحذافيره غير أنه يصحح اسم أشهر بأشير. وفي مكان آخر يُضيف: "وقيل مدين هي كفر مندا من أعمال طبرية وعندها البئر والصخرة".
وضع ابن فضل الله العمري في كتابه مسالك الأبصار في ممالك الأمصار سنة 1344م يضيف مصادر جديدة: "قبر صفوراء، بنت شعيب، زوجة موسى بن عمران، بقرية كفر مندا. قيل: إنها مدين، على ما زعم. قال ابن الواسطي: على ما زُعِمَ. قال ابن الواسطي: والصحيح أن مدين شرقي طور سينا. وبهذه القرية الجب الذي قلع موسى الصخرة من عليه، وسقى منها أغنام شعيب، قال: والصخرة باقية هنالك، وبها اثنان من أولاد يعقوب، وهما أشير ونفتالي".
يقال ان البئران الموجودان في القرية في قصة موسى هما عين القرية والبئر الأخرى تحت المسجد القديم. ويقال ان تاريخ التجمع البشري بالمنطقة التي تقوم عليها كفر مندا بدأ منذ 5000 آلاف سنه تقريبا مرورا بفترة مدين.
وتم هدم البلدة قبل نحو 300 سنه من قبل العثمانيين بسبب لجوء قطاع طرق إليها بعد مهاجمة قوافل تجاريه بين طبريا وعكا.
والشاهد على تاريخها هو انها تحتوي على نحو 5 طبقات بشريه قديمه منها الرومان والعرب من خلال وجود الاثارات والاعمده والانفاق الطويلة تحت البلدة القديمة.
ويعتقد أن القرية قد كانت خرابًا لفترة من الزمن، وبعد ذلك استقرّ بها السكان العرب تدريجيًا من الأقطار المجاورة قبل 500 عام تقريبا. وحينها تم بناء المسجد القديم على أنقاض مسجد متهدم يقع في مركز القرية.
استطيان السكان الحاليين في القرية كان قبل 200 إلى 220 سنة فقط، وخصوصا عائلة قدح هي أول عائلة قامت باعادة بناء وترميم القرية لان السلطات التركية كانت تقوم بهدم البلد بسبب لجوء قطاع الطرق إليها ولا يمكن ان تكون هي بعينها مدين لان مدين التي ذكرت بالقران الكريم موجودة فعلا بالأردن على البحر الأحمر، ولكن يمكن ان تكون، هي لان بجانب القرية يوجد بلدة مهجرة اسمها صفورية (بالعبرية:ציפורה) وتسيبورا ابنت شعيب.

## العهد العثماني
في مطلع الحقبة العثمانية كانت كفر مندا من كبريات القرى في قضاء طبريا وأكثرها غنى. وردت في دفتر ضريبة عثماني اسمه دفتر مفصل لواء صفد لسنة 1005ھ/1596م ورد فيه مقدار الضريبة الّتي دفعها أهل كفر مندا بالعملة التركية المسماة الآقجه -ثُلث باره- موزعة على النحو التالي:
-عدد الخانات(عدد دافعي الضرائب من المتزوجين): 93.
-عدد المجرد(عدد دافعي الضرائب من العزبان): 11.
-مقادير الضريبة المجبية:
حنطة: 2600 آقجه.
شعير: 700 آقجه.
زيتون إسلامي: 7300 آقجه.
قطن: 800 آقجه.
سورغوم: 70 آقجه.
باد هوا ورسوم عروس: 500 آقجه.
رسم ماعز ونحل: 758 آقجه.
مال مقطوع: 600 آقجه.
يكون(مجموع الضريبة): 13028 آقجه.
وفقًا لهذا يمكن الاستنتج أن قرية كفر مندا كانت من كبريات قرى ناحية طبريا حيث بلغ عدد سكانها 476 نسمة، وأن دخلها السنوي كان مرتفعًا. اعتمد السكان على زراعة الحنطة والشعير والقطن، إضافة إلى زراعة الزيتون وجني محاصيلها فقد بلغ (3650 شجرة)، كذلك على تربية الماعز والنحل. يجدر الاشارة إلى أنّه كان هناك قسم من الضريبة كان محددًا وثابتًا. كذلك، ظهرت في تلك الفترة ضريبة اسمها سورجوم وهي ضريبة على مستغل فردي.

## كفر مندا عشية النكبة
هناك ادّعاء أنّ قرية كفر مندا لم يشترك سكّانها في ثورة 1936-1939م وهذا بحسب رفقة شفك- ليسك، تعزو السبب أن زعيم عرب الحجيرات كانت له علاقة سرية مع ضابط يهودي يعمل في الشرطة البريطانية. هناك من ينفي هذا الادعاء لأن الحجيرات عاشوا بجوار القرية، ولم يشكلوا غالبية السكان في كفر مندا. ناهيك عن توفر معلومات عن تنكيل الإنجليز بسكان القرية وعن حيازتهم للأسلحة والذخيرة.
ذكر أكرم زعيتر في يومياته أنه بتاريخ 15/1/1938 استلم تقريرًا مستعجلا حمله رسول خاص جاء فيه: "أن دورية من شفاعمرو وعلى رأسها الشاويش سالم أبو حاطوم خرجت، ولكن لم يعد منها إلا فرد واحد؛ فقد قتل الشاويش المذكور والبوليس عطا الله. فقررت السلطة الانتقام من أقرب قرية لمكان وقوع الحادث وهي كفر مندا، فذهبت إليها قوة كبيرة بقيادة مدير بوليس اللواء وجمعت جميع أهالي القرية في مكان، وراحت تفتش البيوت بوحشيّة. واتلف الجيش البريطاني و"شُلّحَ" أي جرّد قسم كبير من الرجال من ملابسهم وأُدير الزيت على أجسامهم ثم دُفنوا في التبن ثم وضعوا على آلات الحراثة بدلاً من البقر والدواب، وأخذ الجنود يضربونهم لقلب الأرض كما يفعل المزارع مع حيوانه. وحتى الآن لا يزال نحو عشرين شخصًا تحت المعالجة من الضرب والجروح...".
كذلك، ذكر أكرم زعيتر في يومياته في 7/7/1938 أن المحكمة العسكرية في حيفا اصدرت حكمها بإعدام المجاهد محمد محمود الأحمد من قرية كفر مندا بتهمة حيازة بندقية. كما ذكر في مكان آخر أنه أصدر في 27/7/1938 نعيًا عممه على جميع الصحف عن إعدام خمسة مجاهدين في آن واحد جاء فيه: " ننعى إلى الأمة العربية المجاهد الباسل محمد محمود أحمد الحسين من قرية كفر مندا والبالغ من العمر 27 عامًا. فقد نُفّذَ فيه حكم الإعدام أمس شنقًا في سجن عكا، وكانت التهمة الموجهة إليه حيازة بندقية وذخيرة. وقد هتف قبل إعدامه لوطنه ونادى بسقوط الظالمين..".
وفي مكان ثالث يورد أكرم زعيتر النص الكامل لوصية الشهيد كالتالي: "لحضرة والدنا العزيز محمود أحمد حسين المحترم. بعد تقبيل أياديكم والسؤال عن شريف خاطركم مع كثرة الأشواق إليكم. أعرفكم يا والدنا إن سألتم عنا فإننا سننتقل إلى رحمة الله يوم الاثنين الواقع يوم 25/7/1938 الساحة الثامنة صباحًا لأن القائد العام وافق على إعدامي بالتاريخ المذكور، ولأن مدير السجن عكا بلغنا ذلك. فالرجاء يا والدنا أن تحضروا أنتم وجميع المحبين من أهل بلدنا لأجل رؤياكم لأننا مشتاقين لكم. عند وصول تحريرنا هذا قبل تنفيذ الحكم. ويا والدنا أرجوكم أن تقول إلى الشيخ حسن الإمام أن يقول إلى أهل البلد رجالاً ونساء وأولادًا أن يسامحونا بما عملنا في دار الدنيا. سلامي لأرواحكم الطاهرة، وإلى والدنا الحنون وإلى خواتنا عموم وإلى أخينا علي ألف سلام، وإلى دار عمنا سليم وأهل بيته وأولاده عموم ألف سلام، وسلامي على جميع جميع أقاربنا جميع كل حي باسمه وسلامي على أهل بلدنا عموم ألف سلام. ويا والدنا أرجوكم أنه عندما تستلموا جثتي أن لا تبكوا أبدًا بل يجب تهللوا وتكبروا وتصبروا إن الله مع الصابرين لقوله تعالى ولا تحسبن الذين قُتلوا في سبيل الله أمواتًا بل هم أحياء عند ربهم يرزقون- الداعي لكم بطول العمر ولدكم محمد محمود أحمد حسين". وكان قد بعث الوصية ببرقية مستعجلة من سجن عكا المركزي إلى الخواجه نخلة بشارة من الناصرة ليوصلها إلى والده.
وذكر أكرم زعيتر أنه بتاريخ 5/10/1938 استلم تقريرًا عن أن قوة من الجند ذهبت إلى كفر مندا وأخذت تطلق النار على أهلها الآمنين دون مبرر، فأُصيب أربعة منهم بينهم امرأة كانت ترضع طفلها وهي ابنة حسن عرابي.

## كفر مندا بعد النكبة
بقي سكان كفر مندا بعد حرب 1948 صامدين فيها وحاولت السلطات الإسرائيليه تهجيرها بعد قيام إسرائيل وخصوصا بما يعرف بأحداث يوم اوري ولكن صمود الشباب وكبار البلدة افشل المخطط الإسرائيلي.

## تسمية القرية
1- يقال إن كفر مندا هي «مدين» التي ذُكرت في القرآن وذلك وفقا لما ذكره المؤرِّخ الشهير ياقوت الحموي الذي مرَّ بالمكان سنة 1230 م، حيث يوجد في القرية بعض الدلائل التي تشير لذلك وأهمها البئر الموجودة في ساحة القرية وقبر بنات شعيب.
2- دون مندس: وهي زوجة أحد القادة الرومانيين الذي احتل يودفات، سكنت القرية وأطلق الاسم مندا تخليدا لها، ازدهرت القرية في السابق وذلك بفضل موقعها الجغرافي على الطريق الرئيسي بين مدينة عكا وحوران في شرق الأردن، وكذلك طريق البحر إلى مصر مما يؤكد ذلك اثار الخان في تل الديويه الذي يبعد عن القرية حوالي 1 كم، بدأ الاستيطان في القرية منذ حوالي 500 سنة، حيث وصلت عدة عائلات وحمائل من الأردن، مصر، لبنان، ومناطق أخرى في البلاد، كان عدد سكان القرية سنة 1931 حوالي 975 نسمة.
3- كلمة كفر مندا وبالأخص كلمة مندا هي كلمة آرامية مندائية وتعني في لغة الصابئة المندائيين العارف بالعلم اللّدني. كما ذكر في كتاب صحف آدم جنزا ربا وهو كتاب القدح.

## علماء وشخصيات بارزة من كفر مندا
سكنت القرية عدّة شخصيات بارزة وتاريخيّة على امتداد التريخ، ابرزها:
1. زين العابدين: أورد محمد بن فضل الله المحبي في كتابه خلاصة الأثر في أعيان القرن الحادي عشر ترجمة للعالم زين العابدين الصفدي الفقيه الحنفي وقال عنه: " كان من فضلاء زمانه، قدم دمشق في عنفوان عمره، واشتغل بها على علماء ذلك العصر وحصّل فضلاً باهرًا، ثم رحل إلى بلدته صفد، وأقام بها وولي إفتاء الحنفية مدّة ودرس وأفاد واشتهر صيته، وكان ذا همة عالية ومكارم أخلاق، وأصله من قرية كفر مندا من ضواحي صفد، وكانت وفاته في سنة أربعين وألف تقريبًا"، بمعنى أنّ العالم المذكور توفي حوالي سنة 1630م.
2. الشيخ حسن بن علي المنداوي الصفوري الشافعي: قال الغزي في لطف السمر: "مؤدب الأطفال بالغزالية من الجامع الأموي، تخلف للشيخ مسلم الصمادي، ولفّ عمامة سوداء، كانوا يسمونه الخليفة الأسود، وكان إمامًا بالشامية البرانية. مات في شهر ربيع الأول 1029ه/شباط 1620م.[2]